# Campeonato Regional Sur 1915-16
El Campeonato Regional Sur 1915-16 fue una competición futbolística y primera edición del campeonato del mismo nombre disputado en Sevilla, entre el 21 de noviembre de 1915 y el 23 de enero de 1916. Organizado por la Federación Regional Sur —estamento surgido ese mismo año como Federación Novena de Foot-Ball Clubes—, como regulador del foot-ball de la zona sur de España, comprendiendo las zonas de Andalucía, Extremadura, Norte de África (clubes de la entonces África española) y Canarias.
Fue la primera competencia oficial, de carácter regional, celebrada en la región. Al igual que el resto de campeonatos regionales del país, era un concurso clasificatorio de la zona sur para participar en el Campeonato de España, y si bien abarcaba diversas áreas, el vencedor era designado como campeón de Andalucía, Extremadura y Canarias, al no afiliarse finalmente ningún club africano. Es por ello que popularmente fuera conocida como la Copa de Andalucía.

## Desarrollo

### Participantes
Fue disputado por diez clubes: seis de la provincia de Sevilla, dos de la provincia de Cádiz, y uno de las provincias de Huelva y Málaga.
| Equipos participantes | Equipos participantes | Equipos participantes | Equipos participantes | Equipos participantes      |
| --------------------- | --------------------- | --------------------- | --------------------- | -------------------------- |
| Sevilla F. C.         | Real Betis Balompié   | Athletic de Sevilla   | Español F. C.         | R. C. Recreativo de Huelva |
| Español F. C.         | Híspalis F. C.        | Andalucía Recreativo  | C. D. Gaditano        | Malagueño FC               |

## Eliminatorias previas
Debido a la disparidad de equipos participantes de cada zona, se estipularon unas eliminatorias previas en Sevilla y Cádiz, entre las que saldrían los equipos a contender por cada provincia. Málaga y Huelva, al tener un único representante, acceden directamente a las semifinales. En la provincia de Sevilla se organizó una eliminatoria por eliminación directa desde los cuartos de final. Quedaron ausentes de dicha ronda el Sevilla Foot-Ball Club y el Híspalis Foot-Ball Club —desconociéndose si fue por sorteo u otra causa—.

### Sevilla
| Fecha                   | Local               | Resultado | Visitante            | Terreno de juego    | Incidencias                                      |
| ----------------------- | ------------------- | --------- | -------------------- | ------------------- | ------------------------------------------------ |
| 21 de noviembre de 1915 | Español F. C.       | 2 - 0     | Andalucía Recreativo | Campo del Mercantil |                                                  |
| 21 de noviembre de 1915 | Real Betis Balompié | 2 - 2     | Athletic de Sevilla  | Campo del Mercantil | 4-1, desempate disputado el 8-12-1915            |
| 8 de diciembre de 1915  | Sevilla F. C.       | 8 - 0     | Híspalis F. C.       | Campo del Mercantil | Previsto para el 28-11-1915, pero fue suspendido |
| 12 de diciembre de 1915 | Real Betis Balompié | 0 - 0     | Español F. C.        | Campo del Mercantil | 2-1, desempate disputado el 19-12-1915           |
| 1 de enero de 1916      | Real Betis Balompié | 2 - 2     | Sevilla F. C.        | Campo del Mercantil | Final, partido de ida                            |
| 2 de enero de 1916      | Sevilla F. C.       | 5 - 0     | Real Betis Balompié  | Campo del Mercantil | Final, partido de vuelta                         |

|                        |
| Sevilla Foot-Ball Club |

### Cádiz
| 5 de diciembre de 1915                         | Español F. C.                                                     | 4 - 0   | C. D. Gaditano | Campo de las Balas, Cádiz                                   |                                                             |
|                                                | Desconocido ?' · Desconocido ?' · Desconocido ?' · Desconocido ?' | Reporte |                | Asistencia: ? espectadores Árbitro(s): Desconocido (España) | Asistencia: ? espectadores Árbitro(s): Desconocido (España) |
| Única eliminatoria entre los dos contendientes |                                                                   |         |                |                                                             |                                                             |

| Escudo de 1913 del Español FC |
| Español F. C.                 |

## Fase final

### Semifinales
| 6 de enero de 1916 | Español F. C.                | 2 - 0   | Malagueño F. C. | Campo del Mercantil, Sevilla                                          |                                                                       |
|                    | Barzanallana ?' · Arrabal ?' | Reporte |                 | Asistencia: ? espectadores Árbitro(s): Mr. H . R. Jones, (Inglaterra) | Asistencia: ? espectadores Árbitro(s): Mr. H . R. Jones, (Inglaterra) |

| 9 de enero de 1916 | Sevilla F. C.  | 1 - 1   | R. C. Recreativo de Huelva | Campo del Mercantil, Sevilla                                |                                                             |
|                    | Desconocido ?' | Reporte | ?' Desconocido             | Asistencia: ? espectadores Árbitro(s): Desconocido (España) | Asistencia: ? espectadores Árbitro(s): Desconocido (España) |

| 16 de enero de 1916  | Sevilla F. C.                   | 2 - 1   | R. C. Recreativo de Huelva | Campo del Mercantil, Sevilla                                |                                                             |
|                      | Desconocido ?' · Desconocido ?' | Reporte | ?' Desconocido             | Asistencia: ? espectadores Árbitro(s): Desconocido (España) | Asistencia: ? espectadores Árbitro(s): Desconocido (España) |
| Partido de desempate |                                 |         |                            |                                                             |                                                             |

## Final
Disputada en el Campo del Mercantil de Sevilla entre Español Foot-Ball Club y el Sevilla Foot-Ball Club, finalizó tras el tiempo reglamentario con empate a un gol. En consecuencia, la Federación Regional Sur acordó que se disputase una prórroga de 10 minutos, en los cuales a falta de dos para la conclusión los cadistas anotaron el gol de la victoria que les proclamó como primeros campeones de Andalucía.
| 1     | POR   | Pedro Tejero           |  |
| 2     | DEF   | Rafael Macías          |  |
| 3     | DEF   | José Luis Barzanallana |  |
| 4     | MED   | Alfonso Ruiz           |  |
| 5     | MED   | Antonio Palacios       |  |
| 6     | MED   | Rafael Cañadas         |  |
| 7     | DEL   | Hempson                |  |
| 8     | DEL   | Antonio Cañadas        |  |
| 9     | DEL   | Thomas Spencer         |  |
| 10    | DEL   | Juan Pasquín           |  |
| 11    | DEL   | Rafael Arrabal         |  |
| D. T. | D. T. | Desconocido            |  |

| 1     | POR   | Paco Díaz             |  |
| 2     | DEF   | Manuel Trujillo       |  |
| 3     | DEF   | José Rull             |  |
| 4     | MED   | Diego Otero           |  |
| 5     | MED   | Duncan Thompson       |  |
| 6     | MED   | Manuel Pérez          |  |
| 7     | DEL   | José Peizoto          |  |
| 8     | DEL   | Francisco Ramírez     |  |
| 9     | DEL   | Domínguez             |  |
| 10    | DEL   | Carlos Leconte        |  |
| 11    | DEL   | Enrique Gómez Spencer |  |
| D. T. | D. T. | Eugenio Eizaguirre    |  |

| 2.T.' · 98' (pró.) | Arrabal Pasquín | 1-1 2-1 |

| 0-1 | Spencer | 2.T.' |

| Principal | Alexander Miller |

| 1     | POR   | Pedro Tejero           |  |
| 2     | DEF   | Rafael Macías          |  |
| 3     | DEF   | José Luis Barzanallana |  |
| 4     | MED   | Alfonso Ruiz           |  |
| 5     | MED   | Antonio Palacios       |  |
| 6     | MED   | Rafael Cañadas         |  |
| 7     | DEL   | Hempson                |  |
| 8     | DEL   | Antonio Cañadas        |  |
| 9     | DEL   | Thomas Spencer         |  |
| 10    | DEL   | Juan Pasquín           |  |
| 11    | DEL   | Rafael Arrabal         |  |
| D. T. | D. T. | Desconocido            |  |

| 1     | POR   | Paco Díaz             |  |
| 2     | DEF   | Manuel Trujillo       |  |
| 3     | DEF   | José Rull             |  |
| 4     | MED   | Diego Otero           |  |
| 5     | MED   | Duncan Thompson       |  |
| 6     | MED   | Manuel Pérez          |  |
| 7     | DEL   | José Peizoto          |  |
| 8     | DEL   | Francisco Ramírez     |  |
| 9     | DEL   | Domínguez             |  |
| 10    | DEL   | Carlos Leconte        |  |
| 11    | DEL   | Enrique Gómez Spencer |  |
| D. T. | D. T. | Eugenio Eizaguirre    |  |

| 2.T.' · 98' (pró.) | Arrabal Pasquín | 1-1 2-1 |

| 0-1 | Spencer | 2.T.' |

| Principal | Alexander Miller |

| 1     | POR   | Pedro Tejero           |  |
| 2     | DEF   | Rafael Macías          |  |
| 3     | DEF   | José Luis Barzanallana |  |
| 4     | MED   | Alfonso Ruiz           |  |
| 5     | MED   | Antonio Palacios       |  |
| 6     | MED   | Rafael Cañadas         |  |
| 7     | DEL   | Hempson                |  |
| 8     | DEL   | Antonio Cañadas        |  |
| 9     | DEL   | Thomas Spencer         |  |
| 10    | DEL   | Juan Pasquín           |  |
| 11    | DEL   | Rafael Arrabal         |  |
| D. T. | D. T. | Desconocido            |  |

| 1     | POR   | Paco Díaz             |  |
| 2     | DEF   | Manuel Trujillo       |  |
| 3     | DEF   | José Rull             |  |
| 4     | MED   | Diego Otero           |  |
| 5     | MED   | Duncan Thompson       |  |
| 6     | MED   | Manuel Pérez          |  |
| 7     | DEL   | José Peizoto          |  |
| 8     | DEL   | Francisco Ramírez     |  |
| 9     | DEL   | Domínguez             |  |
| 10    | DEL   | Carlos Leconte        |  |
| 11    | DEL   | Enrique Gómez Spencer |  |
| D. T. | D. T. | Eugenio Eizaguirre    |  |

| 2.T.' · 98' (pró.) | Arrabal Pasquín | 1-1 2-1 |

| 0-1 | Spencer | 2.T.' |

| Principal | Alexander Miller |

| 1     | POR   | Pedro Tejero           |  |
| 2     | DEF   | Rafael Macías          |  |
| 3     | DEF   | José Luis Barzanallana |  |
| 4     | MED   | Alfonso Ruiz           |  |
| 5     | MED   | Antonio Palacios       |  |
| 6     | MED   | Rafael Cañadas         |  |
| 7     | DEL   | Hempson                |  |
| 8     | DEL   | Antonio Cañadas        |  |
| 9     | DEL   | Thomas Spencer         |  |
| 10    | DEL   | Juan Pasquín           |  |
| 11    | DEL   | Rafael Arrabal         |  |
| D. T. | D. T. | Desconocido            |  |

| 1     | POR   | Paco Díaz             |  |
| 2     | DEF   | Manuel Trujillo       |  |
| 3     | DEF   | José Rull             |  |
| 4     | MED   | Diego Otero           |  |
| 5     | MED   | Duncan Thompson       |  |
| 6     | MED   | Manuel Pérez          |  |
| 7     | DEL   | José Peizoto          |  |
| 8     | DEL   | Francisco Ramírez     |  |
| 9     | DEL   | Domínguez             |  |
| 10    | DEL   | Carlos Leconte        |  |
| 11    | DEL   | Enrique Gómez Spencer |  |
| D. T. | D. T. | Eugenio Eizaguirre    |  |

| 2.T.' · 98' (pró.) | Arrabal Pasquín | 1-1 2-1 |

| 0-1 | Spencer | 2.T.' |

| Principal | Alexander Miller |

|                                   |
|                                   |
| Campeón Español F. C. 1.er título |